# Chen Boyang
Chen Boyang (chinesisch 陳柏陽 / 陈柏阳, Pinyin Chén Bóyáng; * 6. Mai 2000 in Jiangxi) ist ein chinesischer Badmintonspieler.

## Karriere
Chen Boyang siegte 2022 bei der Vietnam International Series und bei den Malaysia International. 2023 war er beim Ruichang China Masters und beim Orléans Masters erfolgreich.

## Erfolge
Herrendoppel
| Jahr | Wettbewerb             | Level      | Partner | Gegner                                | Endstand            | Ergebnis |
| ---- | ---------------------- | ---------- | ------- | ------------------------------------- | ------------------- | -------- |
| 2023 | Ruichang China Masters | Super 100  | Liu Yi  | Muhammad Haikal Nur Izzuddin          | 21–16, 19–21, 21–16 | Sieger   |
| 2023 | Orléans Masters        | Super 300  | Liu Yi  | Muhammad Shohibul Fikri Bagas Maulana | 21–19, 21–17        | Sieger   |
| 2024 | Thailand Open          | Super 500  | Liu Yi  | Satwiksairaj Rankireddy Chirag Shetty | 15–21, 15–21        | Finalist |
| 2025 | Malaysia Open          | Super 1000 | Liu Yi  | Kim Won-ho Seo Seung-jae              | 21–19, 12–21, 12–21 | Finalist |

### BWF International Challenge/Series
Herrendoppel
| Jahr | Wettbewerb                   | Partner | Gegner                          | Endstand     | Ergebnis |
| ---- | ---------------------------- | ------- | ------------------------------- | ------------ | -------- |
| 2022 | Vietnam International Series | Liu Yi  | Christian Bernardo Alvin Morada | 21–17, 25–23 | Sieger   |
| 2022 | Malaysia International       | Liu Yi  | Beh Chun Meng Goh Boon Zhe      | 21–11, 21–13 | Sieger   |